# Olga Sedakova
Olga Alexandrovna Sedakova, née le 26 décembre 1949 à Moscou, est une poétesse, traductrice, philologue et ethnographe russe. Elle est candidate en sciences (philologie) en 1983, docteur honoris causa en théologie de l'université d'humanités de Minsk (2003), et tient depuis 1991 la chaire de théorie et d'histoire de la culture mondiale à la faculté de philosophie de l'université de Moscou. Elle est également collaboratrice scientifique senior à l'institut de théorie et d'histoire de la culture mondiale de l'université de Moscou.
Elle est professeur à l'École du nouveau cinéma de Moscou créée en 2012.

## Biographie
Olga Sedakova naît dans la famille d'un ingénieur militaire. Elle termine en 1973 ses études au département des études slaves à la faculté de philologie de l'université de Moscou et en 1983 est aspirant  à l'institut d'études slaves et balkaniques de l'académie des sciences d'URSS.
Elle participe à des colloques et conférences internationaux en Russie et à l'étranger, ainsi qu'à des séminaires en Europe et aux États-Unis. Elle prend part à des festivals de poésie en Italie, en Grande-Bretagne, en Biélorussie, aux Pays-Bas et en Allemagne.
Olga Sedakova est membre depuis 1996 du comité de patronage de l'institut orthodoxe Saint-Philarète.

## Œuvre
Après avoir fait circuler ses poésies sous forme de samizdats, elle commence à les publier en 1989 en URSS. Son premier livre de poésies paraît en 1986 à Paris. Elle publie des traductions de textes de spiritualité, de philosophie et de littérature d'auteurs tels que saint François d'Assise, Dante, Ronsard, John Donne, Mallarmé, Emily Dickinson, Rilke, Heidegger, Claudel, Paul Celan, T. S. Eliot, Ezra Pound, etc. Elle publie également des articles concernant l'œuvre de Pouchkine et de Nekrassov, la poétique de Khlebnikov, Pasternak, Akhmatova, Mandelstam, Tsvetaïeva, etc.
Olga Sedakova publie également des travaux commentés sur les poèmes et écrits de Venedikt Erofeïev, Léonid Goubanov, Victor Krouviline, Joseph Brodsky, Sergueï Averintsev, Vladimir Bibikhine, Mikhaïl Gasparov, Guennadi Aïgui. Elle réunit les traditions diverses des chants du culte orthodoxe slave et de la poésie européenne, jusqu'au néoclassicisme du début du XXe siècle. Ainsi le lyrisme de ses cycles poétiques L'Églantine sauvage (1978), Vieux chants (1980-1981) et Voyage chinois (1986), etc. accompagne sa recherche spirituelle, toujours ouverte à l'esprit nouveau sans se lasser de la vie, malgré ses étroitesses et ses pesanteurs.
Deux recueils de son œuvre plus ou moins  complète sont parus récemment: Poèmes. Prose en deux tomes (Moscou, 2001), et Poèmes. traductions. "Poetica". "Moralia" (Moscou, 2010).

## Quelques distinctions
- Prix Andreï Biély (1983)
- Prix de Paris du poète russe (1991)
- Prix Alfred Teupfer (1994)
- Prix européen de poésie (1995), Rome[2]
- Prix Vladimir Soloviev (1998), Vatican[2]
- Prix Alexandre Soljénitsyne (2003)[2]
- Prix Dante Alighieri (2011)
- Doctorat honoris causa de l'Université européenne des humanités (3 mars 2003,  Lituanie)[3]
- Officière de l'ordre des Arts et des Lettres (2012)[4]

## Quelques publications
- Porches, fenêtres, arcs, Paris, YMCA-Press, 1986
- Voyage chinois, Moscou, Carte Blanche, 1991
- The Silk of Time. La Soie du temps, édition bilingue anglais-russe, Keele, Keele University Press, 1994
- Poèmes, Moscou, Carte Blanche, 1994
- The Wild Rose. L'églantine sauvage, édition bilingue anglais-russe, traduit en anglais par Richard McKane, Londres, 1997
- Vieux Chants, Jérusalem, Carmel Publishing House, 1997, traduction Hamutal Bar Josef
- Reise nach Bryansk [Voyage vers Briansk], Vienne, Folio Verlag, 2000 traduction all. Erich Klein et Valeria Jager
- Éloge de la poésie, Paris, L'Âge d'Homme, 2001, traduction fr. de Gislaine Bardet
- Vers. Prose, en deux tomes, Moscou, 2001
- Voyage chinois, Moscou, 2002
- Vieux chants, Moscou, 2003
- Poems and Elegies, Bucknell University Press, 2003, traduction angl. Slava Yastremsky et autres
- Kinesik Rejse, Copenhague, 2004, traduction dan. Mette Dalsgaard
- Le Voyage en Chine et autres poèmes, Paris, Caractères, 2004, traduction fr. Léon Robel et Marie-Noëlle Pane
- Le Voyage des Rois-Mages, Moscou, 2005
- Paronymes de l'Église russe, Moscou, 2005
- Voyage à Tartu et retour, suivi de Poésie et Anthropologie et de Quelques remarques sur l’art de la traduction, Paris, Clémence Hiver, 2005, traduction fr. Philippe Arjakovsky
- Apologie de la raison, Moscou, 2009
- Poèmes. Traductions. Poetica. Moralia, 4 vol., Moscou, 2010
- Voyage à Briansk (Éditions C. Hiver), dont la traduction par Marie-Noëlle Pane a remporté une mention spéciale au Prix Russophonie 2009.